# Rożewo (przystanek kolejowy)
Rożewo (ukr. Рожеве, ros. Рожеве) – przystanek kolejowy w miejscowości Rożewo, w rejonie samborskim, w obwodzie lwowskim, na Ukrainie.